# أيومي إيشيدا (ممثلة)
أيومي إيشيدا (باليابانية: 石田亜佑美؛ بالكانا: いしだ あゆみ) هي مغنية وممثلة يابانية، ولدت في 7 يناير 1997 في مياغي في اليابان.

## وصلات خارجية
- الموقع الرسمي
- أيومي إيشيدا (ممثلة) على موقع IMDb (الإنجليزية)
- أيومي إيشيدا (ممثلة) على موقع ميوزك برينز (الإنجليزية)
- أيومي إيشيدا (ممثلة) على موقع ديسكوغز (الإنجليزية)
- أيومي إيشيدا (ممثلة) على موقع قاعدة بيانات الفيلم (الإنجليزية)